# Tortanus forcipatus
Tortanus forcipatus är en kräftdjursart som först beskrevs av Giesbrecht 1889.  Tortanus forcipatus ingår i släktet Tortanus och familjen Tortanidae. Inga underarter finns listade i Catalogue of Life.